# Shadoxhurst
Shadoxhurst (engelskt uttal: [ˈʃædɒkshɜːrst]) är en ort och civil parish i grevskapet Kent i sydöstra England. Orten ligger i distriktet Ashford, cirka 6 kilometer sydväst om Ashford. Tätorten (built-up area) hade 1 009 invånare vid folkräkningen år 2021.